# Honey (Moby)
Honey è un singolo del musicista statunitense Moby, pubblicato nell'agosto 1998 da Little Idiot Music/Warner Tamerlan e distribuito su CD e su vinile 12 pollici. Anticipò l'uscita del quinto album in studio Play, messo sul mercato il 17 maggio 1999.
La canzone, da un punto di vista compositivo, poggia sulla reiterazione di un campionamento di Sometimes, pezzo della cantante gospel americana Bessie Jones registrato dall'etnomusicologo Alan Lomax, e su un riff di pianoforte ispirato a Woman to Woman di Joe Cocker; da questi due elementi si sviluppa l'accompagnamento musicale, di matrice breakbeat.
Il brano conobbe un certo successo mondiale, arrivando alla tredicesima posizione della Official Singles Chart e scalando in breve tempo le classifiche di molti altri Paesi, come l'Austria e la Germania. Venne generalmente ben accolto dai critici musicali mondiali, alcuni dei quali lo considerarono come uno dei punti forti di Play. Nel corso degli anni ne vennero prodotti molti remix, tra cui uno cantato dall'artista R&B Kelis. Roman Coppola diresse il relativo videoclip promozionale, in cui tre cloni di Moby vagano per una città e altri scenari urbani.

## Produzione

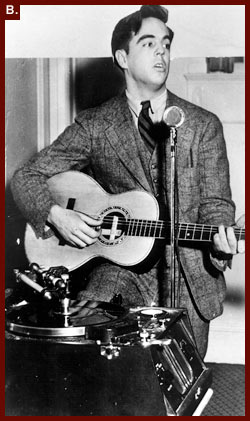
Alan Lomax negli anni quaranta

Moby campionò ed interpolò alcune delle registrazioni del box set antologico di musica folk e di field recording dell'etnomusicologo Alan Lomax Sounds Of The South: A Musical Journey From The Georgia Sea Islands To The Mississippi Delta (1993) per usarle come basi per la maggior parte delle canzoni di Play (tra cui Find My Baby e Natural Blues). La prima che compose fu Honey, impiegando solo dieci minuti per completarla. Quindi ingaggiò il produttore brasiliano Mario Caldato Jr. (a lui noto per aver lavorato nel disco del gruppo hip hop Beastie Boys Hello Nasty, dello stesso 1998) per occuparsi del processo di missaggio:

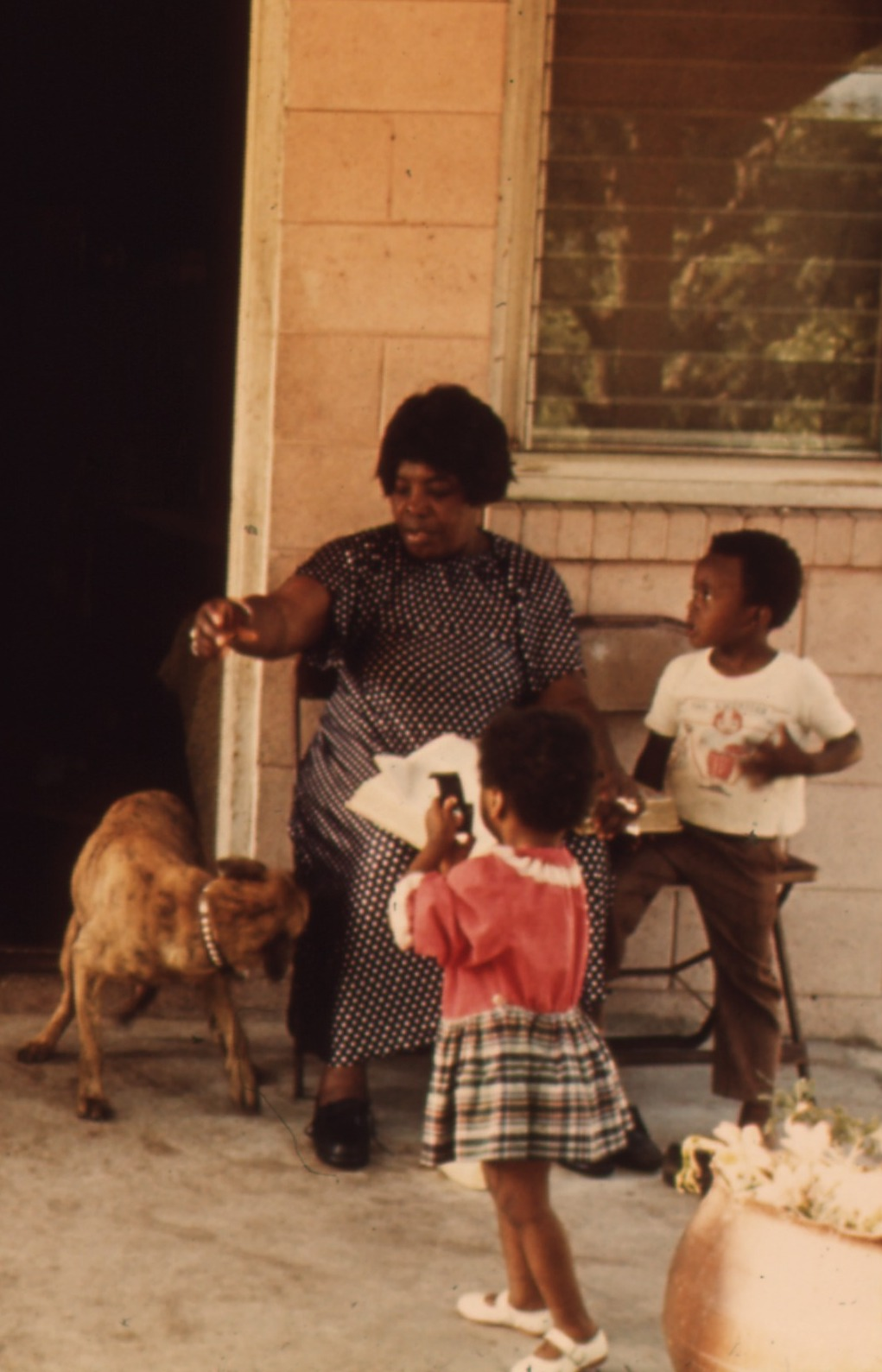
Bessie Jones nel 1973, nella sua casa a St.Simon's Island con due suoi nipoti

(Richard M. Hall)

## Descrizione
La ritmica di Honey è guidata da un riff di pianoforte fortemente ispirato a quello del brano di Joe Cocker del 1972 Woman to Woman, e da un sample di Sometimes, una registrazione di Alan Lomax di una performance a cappella del 1960 dell'artista folk e gospel Bessie Jones, scelta dall'artista per «esprimere il sesso femminile». L'estratto è un botta e risposta tra la Jones e un coro che fa seguito ad ogni verso con «Sometimes», armonizzato e orchestrato in modo sempre diverso per tutta la durata della composizione. Su questa ossatura si innestano diversi strumenti, tutti suonati dallo stesso Moby, come slide guitar, sintetizzatori, drum machine e giradischi. John Bush di AllMusic notò come il risultato finale «simpatizzi molto con il breakbeat techno».

## Pubblicazione
Honey venne scelto come singolo pilota di Play e reso disponibile ad agosto 1998 in Inghilterra, mesi prima della reale commercializzazione dell'album. La distribuzione fu affidata a Little Idiot Music/Warner Tamerlan. Ne furono prodotti una decina di remix da parte di artisti quali Rollo Armstrong, Sister Bliss, WestBam, Sharam Jey, Mickey Finn e Moby stesso, che vennero, di comune accordo tra Mute Records e l'artista, tutti messi sul mercato (in edizioni intitolate Honey Remixes), al contrario della tradizionale cernita che solitamente veniva fatta in vista di una pubblicazione fisica. A settembre dello stesso anno la distribuzione venne allargata in altri Paesi europei, ma molte stazioni radiofoniche si rifiutarono di trasmettere la canzone:
(Richard M. Hall)
Nonostante il mancato supporto delle radio, il pezzo riuscì comunque a entrare in molte classifiche del continente: debuttò alla posizione 33 della Official Singles Chart il 5 settembre 1998 e alla 30 in Austria (la più alta), registrando altri piazzamenti, più bassi, in Germania e nei Paesi Bassi. In Australia invece arrivò al novantacinquesimo posto. Nel maggio 1999 uscì per il mercato statunitense il doppio Honey/Run On, il primo di Moby distribuito dalla V2 Records; toccò la posizione numero 49 della Billboard Dance/Electronic Singles Sales. L'artista successivamente, sull'onda del successo di Porcelain (un altro singolo da Play) collaborò con la cantante R&B statunitense Kelis per una versione speciale del pezzo: ella aggiunse un'ulteriore parte cantata, mentre il produttore hip-hop Fafu curò il nuovo mix. Il risultato fu pubblicato il 16 ottobre 2000 come doppio lato A con Why Does My Heart Feel So Bad?, collocandosi al diciassettesimo posto della Official Singles Chart, e con Porcelain nel mercato australiano, arrivando al cinquantaseiesimo dell'ARIA Charts.

## Video musicale

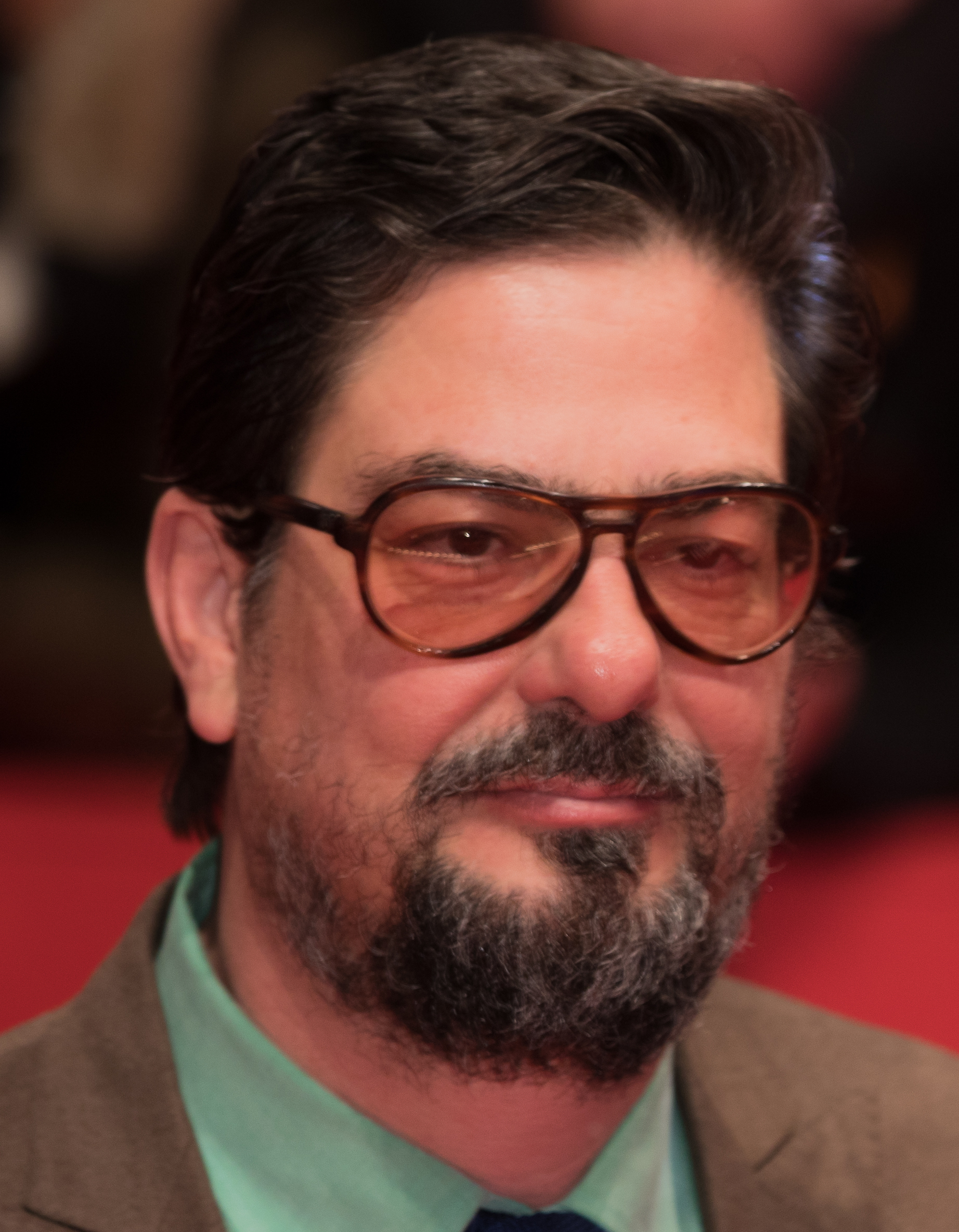
Roman Coppola (qui nel 2018), regista del videoclip di Honey

Nel videoclip promozionale di Honey, diretto da Roman Coppola, una cassa di legno piove dal cielo su un parcheggio vuoto di un capannone. Da essa fuoriescono tre cloni di Moby, in giacca e cravatta, che cominciano a girovagare per una città. Uno di questi nota un'automobile nera parcheggiata a bordo strada e vi si avvicina, venendo osservato da un altro. Accanto alla vettura, dispiega una mappa stradale (difficile da consultare e piena di frecce), che gli scivola dalle mani finendo sotto il pianale.
Il clone striscia sotto l'auto per recuperarla, ma si ritrova sotto il letto di una stanza di un'abitazione. Vede la mappa sul pavimento, davanti ad una porta semiaperta, e la va a raccogliere; chinandosi, guarda attraverso l'uscio e scorge una donna nuda uscire da una vasca da bagno. Egli esce immediatamente dall'appartamento, seguito da altri due Moby, ed entra in quello a fianco; corre verso una finestra aperta e si getta. Da fuori, viene notato da un clone che legge il giornale.
Atterra illeso in un bosco, in cui sono presenti pure gli altri compagni; mentre passeggiano uno di loro passa dietro un albero, cambiando i suoi vestiti (in t-shirt rossa, jeans e scarpe da ginnastica), e si ferma presso una strada, dove incrocia un clone che guida la vettura di prima. L'auto prosegue fino a quando non finisce la benzina. Allora il Moby in t-shirt sale su un ramo, scomparendovi dietro ed uscendo dalla vasca da bagno dell'appartamento della donna. Che, in accappatoio, esce di casa, lasciando sul pavimento un pacco; il clone lo prende e va sotto il letto, scivolando poi fuori da sotto l'auto. A questo punto, apre l'incarto ed estrae una tanica di benzina, con cui fa il pieno. Tutte e tre le copie montano in macchina e ritornano nel parcheggio dove giace la scatola aperta da cui sono uscite. Vi ci rientrano e non appena chiudono il coperchio essa esplode.

## Accoglienza
| Recensione | Giudizio |
| ---------- | -------- |
| AllMusic   |          |

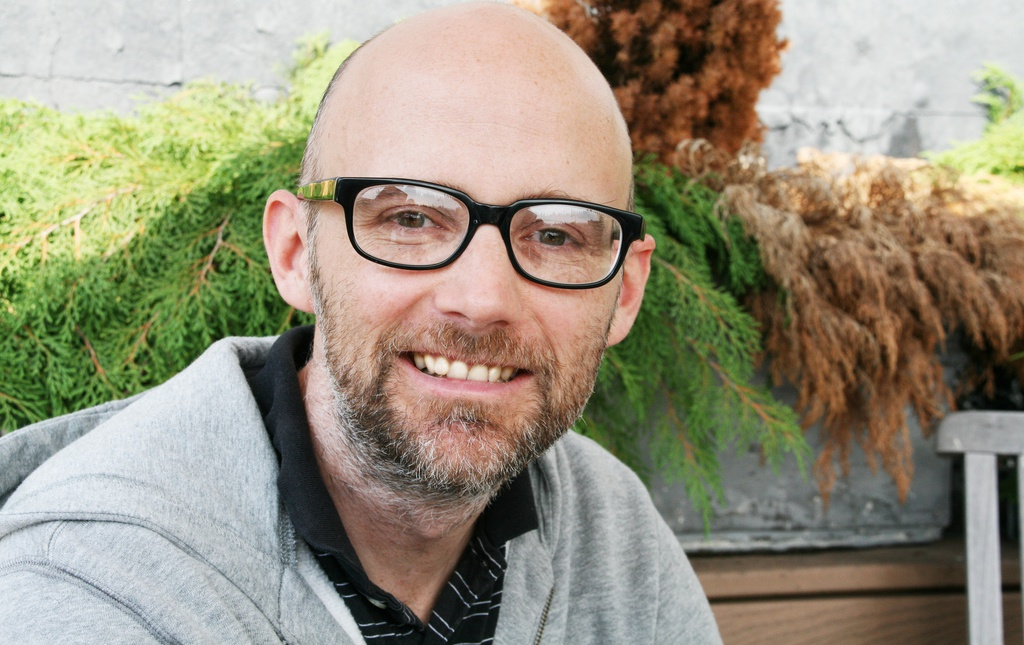
«Alla mia ragazza dell'epoca piacque molto. E questo mi ha sorpreso perché non le piaceva molto la mia musica.»
—Moby

Alla sua pubblicazione, Honey fu ben accolto dalla critica musicale. Frank Owen di The Village Voice lo descrisse come un «riempi-pista coinvolgente, che ricorda gli affascinanti ritmi funk degli anni settanta di Hamilton Bohannon». Alexandra Marshall di MTV scrisse che il campionamento di Sometimes «funziona sia come ingrediente per un collage sonoro sia come elemento musicale totalmente riconoscibile». The Guardian elogiò il singolo definendolo «scatenato, gioioso e ipnotico», mentre NME concordò nel descriverlo come un «diamante scintillante» e un «brano da discoteca ritmato e fresco». Nel suo libro I Hear America Singing: An Introduction to Popular Music, l'autore David Kastin osservò che molti giornalisti, recensendo Play, tesero spesso a far risaltare la canzone rispetto alle altre della tracklist. Infatti Jim Sullivan del Boston Globe la considerò proprio come uno dei punti di forza dell'album e Gene Stout del Seattle Post-Intelligencer «una delle tracce più affascinanti dell'album». Tuttavia, Bijan Stephen di The Nation scrisse che «In Honey [...] sembra che l'arte della Jones stia trascinando quella di Moby; la giustapposizione è produttiva e non del tutto appropriata, ma la produzione elettronica di Moby passa costantemente in secondo piano». Claudio Fabretti, nella recensione del webzine Ondarock che celebra Play come pietra miliare della Musica, descrisse il pezzo come «un collage sonoro fenomenale - e iper-ballabile - tra vocalizzi rubati, drumming funk e riff ostinato di piano, in bilico tra il big beat di Fatboy Slim e le manipolazioni trip-hop dei Massive Attack.»
Honey venne posta al ventiquattresimo posto della classifica dei brani più apprezzati dalla critica stilata da Pazz & Jop (rubrica annuale di The Village Voice) e al decimo di quella dei migliori singoli del 1999 secondo il periodico Spin.

### Apparizioni e utilizzo in altri media
Honey venne inserita nelle colonne sonore dei film Hard Night di David Veloz (1998), Holes - Buchi nel deserto di Andrew Davis (2003) e Middle Men di George Gallo (2009) e nel dramma televisivo britannico Bob & Rose (2001). Comparve inoltre nelle principali antologie di Moby, tra cui Go - The Very Best of Moby (2006), e Music from Porcelain (2016).

## Tracce
Testi e musiche di Moby.

### Honey
12" – 12 MUTE 218
1. Honey (Rollo & Sister Bliss Remix) – 7:06
2. Honey (Sharam Jey's Sweet Honey Mix) – 5:48
3. Honey (Low Side Mix) – 5:52

12" – PXL12 MUTE 218
1. Honey (Aphrodite & Mickey Finn Mix) – 6:20
2. Honey (RJ's Mix) – 6:12
3. Honey (Original Mix) – 3:14
4. Honey (Bammer's Mix) – 6:20

12" – L12 MUTE 218
1. Honey (Risk Mix) – 5:59
2. Honey (Dark Mix) – 4:43
3. Honey (Westbam & Hardy Hard Mix) – 6:19
4. Honey (118 Mix) – 3:16
5. Honey (Aphrodite & Mickey Finn Mix) – 6:20
6. Honey (RJ's Mix) – 6:12
7. Honey (Original Mix) – 3:14
8. Honey (Bammer's Mix) – 6:20

CD – LCD Mute 218
1. Honey (Rollo & Sister Bliss Blunt Edit) – 4:02
2. Honey (Moby's 118 Mix Radio Edit) – 3:16
3. Honey (Westbam & Hardy Hard Mix) – 6:19
4. Honey (Aphrodite & Mickey Finn Mix) – 6:20

12" – PL12 MUTE 218
1. Honey (Risk Mix) – 5:59
2. Honey (Dark Mix) – 4:43
3. Honey (Westbam & Hardy Hard Mix) – 6:19
4. Honey (118 Mix) – 3:16

CD – CDMUTE218
1. Honey – 3:18
2. Micronesia – 4:18
3. Memory Gospel – 6:42

CD – MUSH01907.2
1. Honey – 3:18
2. Micronesia – 4:17
3. Memory Gospel – 6:41
4. Honey (Rollo & Sister Bliss Blunt Edit) – 4:03
5. Honey (Moby's 118 Mix Radio Edit) – 3:17
6. Honey (Westbam & Hardy Hard Mix) – 6:18
7. Honey (Aphrodite & Mickey Finn Mix) – 6:20

### Honey/Run On
CD – 63881-27583-2
1. Honey (Album Mix) – 3:27
2. Honey (Moby's 118 Mix) – 4:48
3. Honey (Sharam Jey's Sweet Honey Mix) – 6:41
4. Honey (Aphrodite & Mickey Finn Mix) – 6:21
5. Run On (Extended) – 4:25
6. Run On (Moby's Young & Funky Mix) – 6:03
7. Run On (Sharam Jey's Always On The Run Remix) – 5:59
8. Memory Gospel – 6:40

12" – 63881-27582-1
1. Honey (Album Mix) – 3:27
2. Honey (Aphrodite & Mickey Finn Mix) – 6:21
3. Run On (Moby's Young & Funky Mix) – 6:03
4. Run On (Sharam Jey's Always On The Run Remix) – 5:59

12" – V2AB-27584-1
1. Run On (Moby's Young & Funky Mix) – 6:03
2. Run On (Dani König Remix Remix) – 10:04
3. Honey (Album Mix) – 3:27
4. Run On (Sharam Jey's Always On The Run Remix) – 5:59

### Honey featuring Kelis
CD – PGMLCDM 5
1. Honey (feat. Kelis) (Remix Edit) – 3:14
2. Flower – 3:26
3. The Sun Never Stops Setting – 4:22
4. Honey (Sharam Jey's Sweet Honey Mix) – 6:43
5. Honey (Remix Edit) – 3:20

CD – CDMute255
1. Why Does My Heart Feel So Bad? – 3:45
2. Honey (feat. Kelis) (Remix Edit) – 3:13
3. Flower – 3:23

CD – LCDMute255
1. Honey (feat. Kelis) (Fafu's 12" Mix) – 6:19
2. Why Does My Heart Feel So Bad? (Red Jerry's String & Breaks Mix) – 5:59
3. The Sun Never Stops Setting – 4:19

CD – MUSH019852
1. Honey (Remix Edit) – 3:14
2. Porcelain (Album Mix) – 4:03
3. Honey (Fafu's 12" Mix) – 6:19
4. Porcelain (Club To Death Version By Rob Dougan) – 6:38
5. Honey (Moby's 118 Mix) – 4:48

## Formazione
- Bessie Jones – voce[4]
- Moby –  strumentazione[4]

Produzione
- Moby –  produzione, ingegneria del suono, missaggio[4]
- Mario Caldato Jr. –  missaggio[4]

## Classifiche

### Honey
| Classifiche (1998/2001)   | Posizione massima |
| ------------------------- | ----------------- |
| Australia                 | 95                |
| Austria                   | 30                |
| Germania                  | 77                |
| Paesi Bassi               | 94                |
| Regno Unito               | 33                |
| Regno Unito (dance)       | 17                |
| Regno Unito (independent) | 5                 |

### Honey/Run On
| Classifiche (2000–01)          | Posizione |
| ------------------------------ | --------- |
| Stati Uniti (dance/electronic) | 49        |

### Honey feat. Kelis/Porcelain
| Classifiche (2000–01)   | Posizione |
| ----------------------- | --------- |
| Australia               | 56        |
| Australia (alternative) | 4         |
| Australia (dance)       | 25        |

### Honey feat. Kelis/Why Does My Heart Feel So Bad?
| Classifiche (2000–01)     | Posizione |
| ------------------------- | --------- |
| Regno Unito (independent) | 7         |
| Regno Unito (independent) | 17        |